# Finché c'è ditta c'è speranza
Finché c'è ditta c'è speranza è una sitcom comica italiana prodotta in cinque stagioni dal 1999 al 2003, con protagonista la Premiata Ditta. Il programma è andato in prima TV su Canale 5, poi è stato replicato più volte su Italia 1, Italia 2, Mediaset Extra, Iris e Retecapri.

## Trama
La sitcom non è composta da una trama vera e propria; ogni puntata assembla vari pezzi di sketch che vedono il celebre quartetto comico vestire panni di mariti sottomessi, mogli autoritarie, famiglie in vacanza, nonne, medici, bambini troppo cresciuti e tanti altri personaggi in vesti stravaganti, interpretandoli con le celebri tecniche dell'esasperazione del personaggio, del linguaggio e delle azioni in modo da far risaltare al meglio il lato irriverente del personaggio. Lo sketch dell'ascensore con Renato Pozzetto e Nino Manfredi veniva riproposto da Pino Insegno, e si faceva in Grandi magazzini, film cult del 1986.

## Episodi
La sitcom è andata in onda dal 3 gennaio 1999; la seconda stagione ha debuttato il 18 settembre dello stesso anno; la terza stagione è invece andata in onda dal 13 ottobre 2000; il 19 gennaio 2002 è poi iniziata la trasmissione della quarta stagione; dall'11 gennaio 2003 è andata in onda la quinta e ultima stagione.